# HD 118508
HD 118508 là một sao biến quang ở phía bắc chòm sao Mục Phu. Nó có sự thay đổi nhẹ về suất phản chiếu với biến độ khoảng 0,04 độ lớn.